# ولینگتون (یوتا)
ولینگتون (به انگلیسی: Wellington) شهری در ایالت یوتا کشور ایالات متحده آمریکا است که جمعیت آن در سرشماری سال ۲۰۱۰ میلادی، ۱٬۶۷۶ نفر بوده‌است.